# Здание бывшей мусульманской школы (Астана)
Бывшая мусульманская школа (каз. Бұрынғы мұсылман мектебі) — памятник архитектуры XIX века в Астане. В 1982 году здание было включено в список памятников истории и культуры Казахстана республиканского значения и взято под охрану государства.

## История
Здание было построено акмолинским купцом С. Беловым, которое он позднее продал татарской мусульманской общине. В начале XX века в нём располагалась первая женская мусульманская школа Акмолинска, где ученицы изучали словесность, географию, арифметику, историю, иностранные языки, занимались музыкой, танцами, рисованием.
С 1907 года в этом здании стала работать казахско-татарская начальная школа, в которой обучалось 27 учеников. Первым директором мусульманской школы был Галымжан Курмашев. Программа обучения включала уроки географии, арифметики, истории, естествознания.
В советский период школа была преобразована в 7-летнюю казахскую школу № 4 для девочек. В соседнем здании (сейчас ул. Отырар, 1/2), построенном в начале XX века, обучались мальчики, там в 1912 году преподавал поэт, писатель, общественный деятель Сакен Сейфуллин.